# Ercole del Rio
Ercole del Rio (Guiglia, 1723 (1726)? – Modena, 23 maggio 1802) è stato un magistrato e scacchista italiano.

## Biografia
Figlio del governatore Pellegrino del Rio e della gentildonna Caterina Montaguti, dopo essersi laureato in legge visse per un po' di tempo nella vicina Reggio Emilia, quindi passò a Modena dove terminò la sua carriera come consigliere di giustizia.
A Modena strinse amicizia con altri due grandi scacchisti modenesi: Giambattista Lolli e Domenico Lorenzo Ponziani.
Nel 1750 diede alle stampe, edito da Soliani, un trattato sugli scacchi: Sopra il gioco degli scacchi. Osservazioni pratiche di Anonimo modenese. Il suo libro, già raro nel primo ventennio dell'Ottocento, fu ristampato a Milano nel 1831 e nel 1860 mentre nel 1863 fu trasfuso per intero dal libraio Rossi di Livorno nel Manuale degli scacchi e della dama. 
Dal 1782 e fino alla morte lavorò a La guerra degli scacchi che non riuscì a dare alle stampe. Il manoscritto, ritrovato in America presso la biblioteca pubblica di Cleveland, fu stampato e ampiamente commentato nel 1984 dallo studioso Christopher Becker.